# هیکمن (کنتاکی)
هیکمن (به انگلیسی: Hickman) شهری در ایالت کنتاکی کشور ایالات متحده آمریکا است که جمعیت آن در سرشماری سال ۲۰۱۰ میلادی، ۲٬۳۹۵ نفر بوده‌است.